# Manihal, Ramdurg
Manihal là một làng thuộc tehsil Ramdurg, huyện Belgaum, bang Karnataka, Ấn Độ.